# Луч (волейбольный клуб)
«Луч» — мужской волейбольный клуб из Москвы, функционировавший в 1994—2008 годах.

## История
Команда «Луч», созданная при одноимённом спортивном клубе Московского прожекторного завода, дебютировала в 1994 году во второй лиге чемпионата России, затем отыграла 4 сезона в первой лиге. Прорыв «Луча» в элиту российского волейбола и успешное выступление в ней связаны с именем Павла Викторовича Борща.
В 1997 году, завершив в «Луче» спортивную карьеру, он занял должность главного тренера команды в весьма сложной ситуации — перед началом чемпионата России-1997/98 сразу четверо ведущих игроков «Луча» (Евгений Алифанов, Алексей Жиганюк, Сергей Рогатин и Вячеслав Рудь) перешли в ЦСКА. Тем не менее «Луч» в 1999—2000 годах последовательно выиграл соревнования в первой лиге и высшей лиге «Б», а в сезоне 2001/02 годов занял 1-е место в финальном турнире высшей лиги «А» и перешёл в Суперлигу.
Дебют в сильнейшем дивизионе был очень успешным — команда заняла 5-е место в чемпионате, дающее право играть в Кубке Европейской конфедерации волейбола. Лидерами «Луча» являлись бывшие игроки «Локомотива-Белогорья» — перешедшие в межсезонье нападающие Александр Корнеев и Андрей Ткаченко, а также Дмитрий Багрей, Владимир Сухарев, Станислав Шевченко.
С 2003 года «Луч» стал своеобразной фарм-командой московского «Динамо», предоставлявшей игровую практику перспективным игрокам, имевшим контракты с динамовским клубом, но, как правило, на правах аренды проводивших один или несколько сезонов в «Луче». Так в стане команды Павла Борща оказались Алексей Бабешин, Павел Круглов, Дмитрий Лекомцев, Алексей Сериков, в то время как отлично зарекомендовавший себя по играм за «Луч» Александр Корнеев дебютировал в «Динамо».
В начале сезона-2004/05 тренером «Луча» недолго поработал вернувшийся из Франции и начинавший тренерскую деятельность в России Владимир Алекно, но по ходу чемпионата он также оказался в «Динамо», а наставником «Луча» вновь стал Павел Борщ. Новичками его команды были динамовцы Андрей Ащев, Александр Бутько, Александр Волков, а также Сергей Латышев, Максим Проскурня, Роман Архипов и либеро из Болгарии Теодор Салпаров. «Лучники» повторили своё высшее достижение, заняв 5-е место в чемпионате России.
В сезоне-2005/06 в команде играли лидеры молодёжной сборной России, воспитанники системы ярославского «Нефтяника» Сергей Гранкин и Алексей Остапенко, здесь начинался российский этап карьеры Николая Павлова. Средний возраст игроков, выходивших на площадку, едва превышал 20 лет, но как всегда прежде коллектив отличался самоотдачей, эмоциональностью, заряженностью на борьбу, и несмотря на слабый старт сезона (6 поражений в первых семи турах), команда вновь пробилась в плей-офф чемпионата России, а в Кубке CEV добралась до четвертьфинала, где в упорной борьбе проиграла одинцовской «Искре».
Тот сезон оказался для «Луча» последним, проведённым на высшем уровне. В 2006 году команда была расформирована, а её место в Суперлиге занял созданный при активном участии Всероссийской федерации волейбола калининградский клуб «Динамо-Янтарь». Павел Борщ стал тренером новосибирского «Локомотива», взяв собой Николая Павлова, Владимира Сухарева и Александра Бутько. Павел Круглов, а также Сергей Гранкин и Алексей Остапенко, дебютировавшие тем же летом в национальной сборной, перешли в «Динамо», а Дмитрий Лекомцев и Александр Кулешов оказались в «Динамо-Янтаре».
Впоследствии «Луч» выступал в первой лиге чемпионата России, заняв в ней место своей бывшей фарм-команды «Луч»-2. В сезоне-2006/07 команда заняла 12-е место, спустя год стала 22-й, после чего прекратила своё участие в первой лиге.

## Результаты в чемпионате России
| Сезон   | Лига                  | Место | И  | В  | П  | С/П    |
| ------- | --------------------- | ----- | -- | -- | -- | ------ |
| 1994/95 | Вторая лига (III)     | 9-е   |    |    |    |        |
| 1995/96 | Первая лига (III)     |       |    |    |    |        |
| 1996/97 | Первая лига (III)     |       |    |    |    |        |
| 1997/98 | Первая лига (IV)      |       |    |    |    |        |
| 1998/99 | Первая лига (IV)      | 1-е   | 45 | 33 | 12 | 114:65 |
| 1999/00 | Высшая лига «Б» (III) | 1-е   | 52 | 43 | 9  | 137:59 |
| 2000/01 | Высшая лига «А» (II)  | 4-е   | 42 | 20 | 22 | 74:91  |
| 2001/02 | Высшая лига «А» (II)  | 1-е   | 44 | 38 | 6  | 121:40 |
| 2002/03 | Суперлига (I)         | 5-е   | 44 | 23 | 21 | 89:86  |
| 2002/03 | Суперлига (I)         | 6-е   | 33 | 11 | 22 | 55:75  |
| 2003/04 | Суперлига (I)         | 5-е   | 34 | 22 | 12 | 74:52  |
| 2005/06 | Суперлига (I)         | 8-е   | 28 | 8  | 20 | 43:69  |
| 2006/07 | Первая лига (IV)      | 12-е  | 40 | 16 | 24 | 70:82  |
| 2007/08 | Первая лига (IV)      | 22-е  | 32 | 14 | 18 | 52:66  |

## Достижения
- 5-е место в чемпионате России — 2002/03, 2004/05.
- Четвертьфиналист Кубка Европейской конфедерации волейбола — 2005/06.

Состав-2005/06: центральные блокирующие Алексей Остапенко, Александр Кулешов и Игор Вушурович, связующие Сергей Гранкин и Александр Бутько, диагональные Павел Круглов и Николай Павлов, доигровщики Денис Калинин, Дмитрий Макаренко, Владимир Сухарев и Дмитрий Лекомцев, либеро Вадим Путинцев и Роман Брагин.

## Арена
Домашние матчи команда проводила в спорткомплексе «Луч» (1-я Владимирская улица, 10б).